# 2002-es Formula–1 amerikai nagydíj
A 2002-es Formula–1 világbajnokság tizenhatodik futama az amerikai nagydíj volt.

## Futam

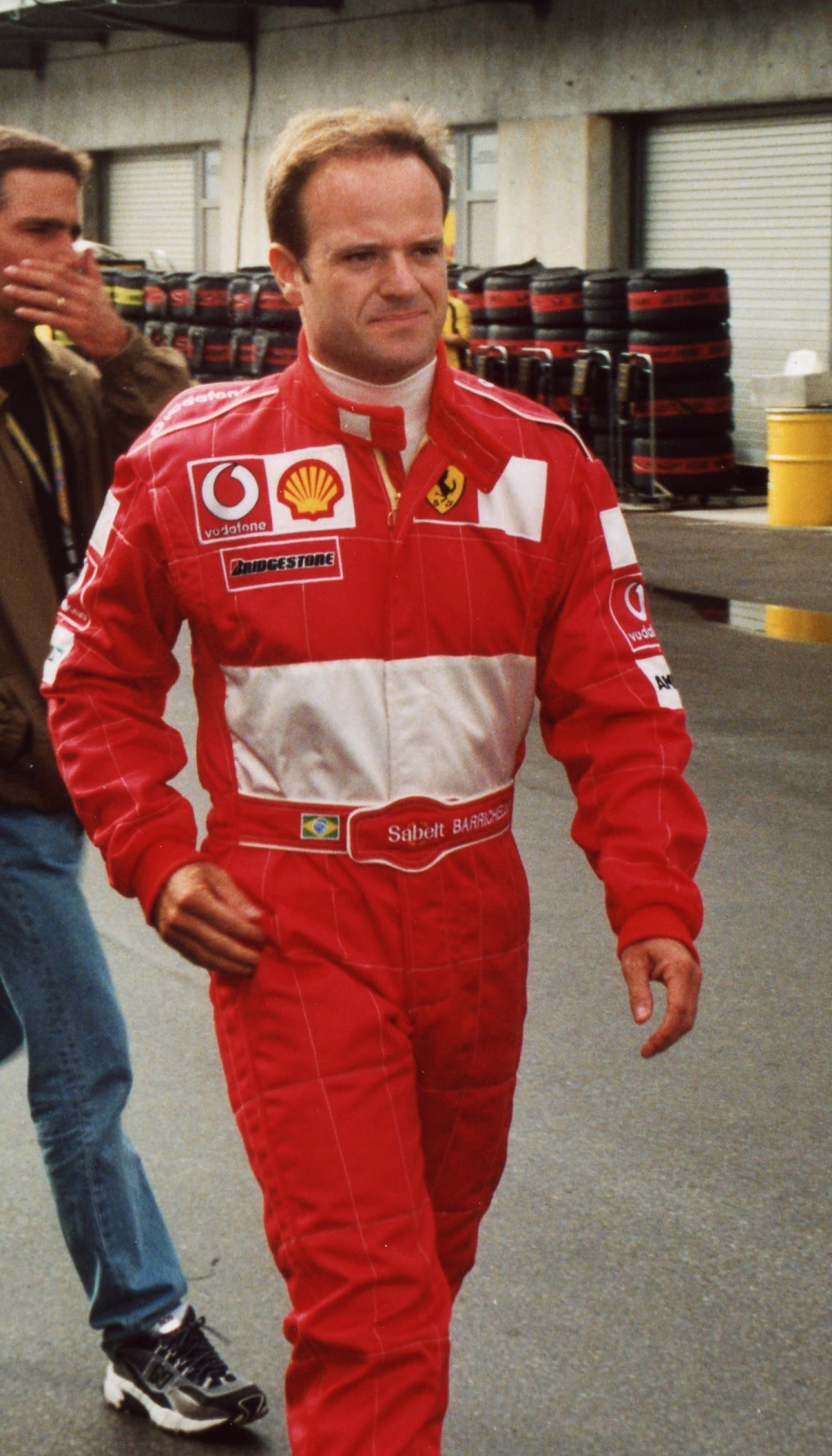
Rubens Barrichello 2002. Indianapolis

|    | Rsz. | Versenyző             | Csapat           | Körök | Idő/Kiesések | Start | Pontok |
| -- | ---- | --------------------- | ---------------- | ----- | ------------ | ----- | ------ |
| 1  | 2    | Rubens Barrichello    | Ferrari          | 73    | 1:31:08.0    | 2     | 10     |
| 2  | 1    | Michael Schumacher    | Ferrari          | 73    | + 0.011      | 1     | 6      |
| 3  | 3    | David Coulthard       | McLaren-Mercedes | 73    | + 7.799      | 3     | 4      |
| 4  | 6    | Juan Pablo Montoya    | Williams-BMW     | 73    | + 9.911      | 4     | 3      |
| 5  | 14   | Jarno Trulli          | Renault          | 73    | + 56.847     | 8     | 2      |
| 6  | 11   | Jacques Villeneuve    | BAR-Honda        | 73    | + 58.211     | 7     | 1      |
| 7  | 9    | Giancarlo Fisichella  | Jordan-Honda     | 72    | +1 Kör       | 9     |        |
| 8  | 15   | Jenson Button         | Renault          | 72    | +1 Kör       | 14    |        |
| 9  | 7    | Nick Heidfeld         | Sauber-Petronas  | 72    | +1 Kör       | 10    |        |
| 10 | 16   | Eddie Irvine          | Jaguar-Cosworth  | 72    | +1 Kör       | 13    |        |
| 11 | 10   | Szató Takuma          | Jordan-Honda     | 72    | +1 Kör       | 15    |        |
| 12 | 12   | Olivier Panis         | BAR-Honda        | 72    | +1 Kör       | 12    |        |
| 13 | 8    | Heinz-Harald Frentzen | Sauber-Petronas  | 71    | +2 Kör       | 11    |        |
| 14 | 24   | Mika Salo             | Toyota           | 71    | +2 Kör       | 19    |        |
| 15 | 25   | Allan McNish          | Toyota           | 71    | +2 Kör       | 16    |        |
| 16 | 5    | Ralf Schumacher       | Williams-BMW     | 71    | +2 Kör       | 5     |        |
| Ki | 4    | Kimi Räikkönen        | McLaren-Mercedes | 50    | Motor        | 6     |        |
| Ki | 22   | Alex Yoong            | Minardi-Asiatech | 46    | Motor        | 20    |        |
| Ki | 23   | Mark Webber           | Minardi-Asiatech | 38    | Kormánykerék | 18    |        |
| Ki | 17   | Pedro de la Rosa      | Jaguar-Cosworth  | 27    | Erőátvitel   | 17    |        |

## A világbajnokság élmezőnyének állása a verseny után
| H  | Versenyzők         | Pont | H  | Konstruktőrök    | Pont |
| -- | ------------------ | ---- | -- | ---------------- | ---- |
| 1. | Michael Schumacher | 134  | 1. | Ferrari          | 205  |
| 2. | Rubens Barrichello | 71   | 2. | Williams-BMW     | 89   |
| 3. | Juan Pablo Montoya | 47   | 3. | McLaren-Mercedes | 61   |
| 4. | Ralf Schumacher    | 42   | 4. | Renault          | 22   |
| 5. | David Coulthard    | 41   | 5. | Sauber-Petronas  | 11   |

## Statisztikák
Vezető helyen:
- Michael Schumacher: 68 (1-26 / 29-48 / 51-72)
- Rubens Barrichello: 5 (27-28 / 49-50 / 73)

Rubens Barrichello 5. győzelme, 8. leggyorsabb köre, Michael Schumacher 49. pole-pozíciója.
- Ferrari 158. győzelme.